# إياد الجلاد
إياد عبد الكريم خضر جلاد (أبو إياس؛ وُلد في 13 يناير 1960 في طولكرم – تُوفي في 3 أغسطس 2017 في طولكرم) سياسي واقتصادي ورجل أعمال وعمدة فلسطيني، وهو عضو في حركة فتح، ورئيس بلدية طولكرم منذ ديسمبر 2009 وحتى 16 أكتوبر 2016، وكان أول عمدة مُنتخب في أول انتخابات تُعقد منذ عام 1976، حيث عُقدت الانتخابات في 20 أكتوبر 2012، وهو عضو المجلس الوطني الفلسطيني في منظمة التحرير الفلسطينية (البرلمان الفلسطيني).

## النشأة والتحصيل العلمي
وُلد إياد عبد الكريم خضر جلاد في مدينة طولكرم بالضفة الغربية بتاريخ 13 يناير 1960، تلقى تعليمه الابتدائي والإعدادي والثانوي في مدارس مدينته طولكرم. التحق بجامعة أكلاهوما استيث في الولايات المتحدة الأمريكية حيث حصل منها على درجة البكالوريس في إدارة الأعمال. وعمل مديراً للتسويق في «شركة الظهران للصناعات الكيماوية» بالسعودية.

## وفاته
تُوفي إياد الجلاد في مدينة طولكرم يوم الخميس 3 أغسطس 2017، عن عمر ناهز 57 عامًا إثر نوبة قلبية حادة، وأقيمت له جنازة رسمية وعسكرية وشعبية واسعة في مسقط رأسه مدينة طولكرم، ودفن فيها.
كان قد جرى نعيه من قبل القيادات والتنظيمات الفلسطينية، وحركة فتح، والمؤسسات الفلسطينية الرسمية والأمنية والأهلية.

## حفل تأبين
في 25 سبتمبر 2017، أقامت السلطة الوطنية الفلسطينية وحركة فتح حفل تأبيني كبير له بعد وفاته، وشارك في الحفل نائب رئيس حركة فتح محمود العالول، وعصام أبو بكر، وطلال دويكات، وعبد الله كميل، وعدد من القيادات الفلسطينية، وأعضاء المجلس الثوري الفلسطيني.

## وصلات خارجية
- السيرة الذاتية لإياد عبد الكريم الجلاد على يوتيوب.
- حفل تأبين إياد جلاد، 25 سبتمبر 2017 على يوتيوب.